# Hiéroglyphe égyptien A12
Pour les articles homonymes, voir Archer (homonymie).

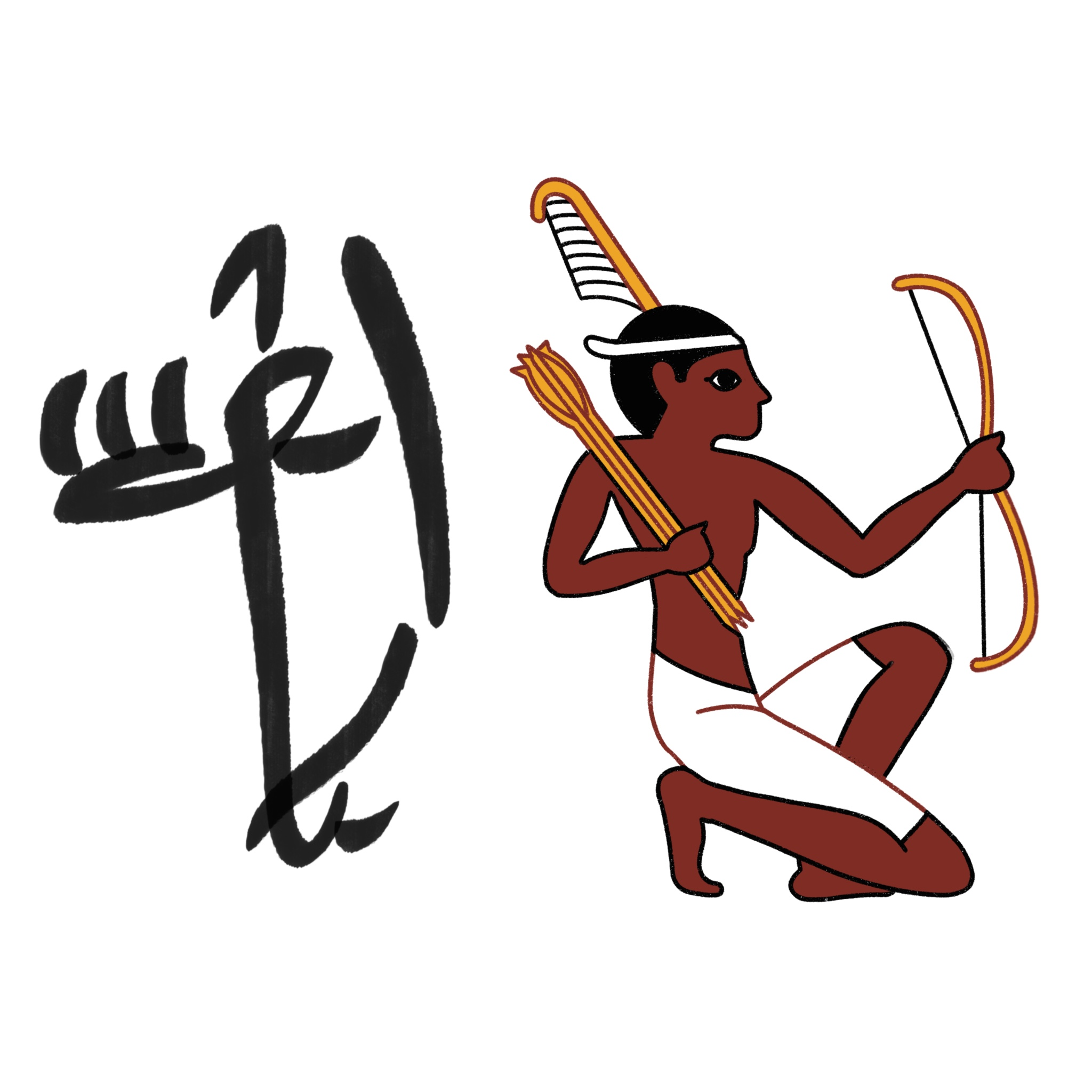
Version hiératique et hiéroglyphique

Le hiéroglyphe  égyptien A12 (archer assis) est classifié dans la section A « Homme » de la liste de Gardiner ; il y est noté A12.

## Représentation
Il représente un homme en tenue de soldat archer, accroupi en génuflexion mais pied gauche sur sa pointe, bras droit tendu tenant un arc et bras gauche replié en retrait tenant une flèche, plusieurs flèches ou un carquois. Il est translittéré mšˁ.

## Utilisation
| A12 | P1 |

| A12 | P1 |

| m | S · a | A12 |

| m | S · a | A12 |

« soldats, armée, infanterie, équipe ».
C'est un déterminatif du champ lexical du soldat, adversaire.

## Exemples de mots
| m | M3 · x · t | A12 |

| m | M3 · x · t | A12 |

| D34A · t | w | A12 |

| D34A · t | w | A12 |

| mn · n | f | t&A | A12 | Z3 |

| mn · n | f | t&A | A12 | Z3 |